# Міхаель Вайкат
Міхаель Інґо Йоахім Вайкат (нім. Michael Ingo Joachim Weikath; 7 серпня 1962, Гамбург) — німецький музикант, найбільш відомий як засновник і один із гітаристів піонерського павер-метал-гурту Helloween.

## Життєпис
Вайкат народився в Гамбурзі і займався музикою з самого раннього дитинства. У чотири-п’ять років він лежав у траві, дивився на небо і вигадував мелодії в голові. Він почав серйозно цікавитися музикою в 1971 році і проводив більшу частину свого часу дитиною біля лампової стереосистеми своїх батьків, слухаючи всі доступні на той час станції. Перший альбом, яким він володів, був збірник 1962–1966 гурту The Beatles.
У 1974 році Вайкат почав грати на гітарі, а пізніше почав репетирувати зі своїми друзями. Він заснував свій перший гурт Powerfool у 1978 році. До того, як заснувати Helloween, він працював у компанії з розсилки звукозаписів. У 1982 році альтернативно військовій службі проходив військову службу. Основні гурти, які мали на нього вплив: The Beatles, Deep Purple, Scorpions, UFO, Van Halen, Led Zeppelin, Sex Pistols і Wishbone Ash. Коли він почав грати, на нього вплинули Ерік Клептон, Джимі Гендрикс, Річі Блекмор, Улі Йон Рот і Едді Ван Гален.
Вайкат є одним із засновників Helloween разом із Каєм Гансеном (спів/гітара), Маркусом Ґросскопфом (бас) та Інґо Швіхтенберґом (ударні). Він був одним із лише двох оригінальних учасників гурту, іншим був Маркус Ґросскопф, доки Кай Гансен і Міхаель Кіске не повернулися у 2016 році. Вайкат об’єднав перший склад Helloween у 1982 році. До 1984 року гурт підписав угоду з Noise Records і записав дві пісні для збірки Noise під назвою Death Metal. На цьому альбомі він був відповідальним за пісню «Oernst of Life».
У 1998 році в інтерв’ю з Weikath, веб-журнал Chaotic Critiques звернув увагу на випадкові духовні теми та піднесені мелодії в таких піснях, як «Hey Lord!» і запитав, чи група є дещо духовною. Вайкат відповів, що весь гурт, крім Улі Куша, християни. Вайкат заявив, що сам є католиком. Сьогодні він проживає в Пуерто-де-ла-Крус, Тенерифе, Канарські острови, Іспанія.

## Дискографія
- Helloween (1985)
- Walls of Jericho (1985)
- Keeper of the Seven Keys: Part I (1987)
- Keeper of the Seven Keys: Part II (1988)
- Pink Bubbles Go Ape (1991)
- Chameleon (1993)
- Master of the Rings (1994)
- The Time of the Oath (1996)
- Better Than Raw (1998)
- Metal Jukebox (1999)
- The Dark Ride (2000)
- Rabbit Don't Come Easy (2003)
- Keeper of the Seven Keys: The Legacy (2005)
- Gambling with the Devil (2007)
- Unarmed – Best of 25th Anniversary (2009)
- 7 Sinners (2010)
- Straight Out of Hell (2013)
- My God-Given Right (2015)
- Helloween (2021)